# Hadramauti nyelv
A hadramauti (vagy hadrámi) a nyugati délsémi nyelvek közé tartozó ódélarab nyelv négy ismert dialektusának egyike.
Az i. e. 1. és i. sz. 6. század között, a mai Jemen területén található Hadramaut (a bibliai חַצַרְמָוֶת Hacarmávet, 1 Mózes 10:26, 1 Krónikák 1:20) területének és királyságának nyelve.
Korpusza feliratokból ismert, írására az ódélarab írást használták.

## Lásd még
Ódélarab feliratok

## Külső hivatkozások
- CSAI: Corpus of South Arabian Inscriptions Az ódélarab feliratok digitális adatbázisa.
- SIL
- LinguistList Archiválva 2012. március 15-i dátummal a Wayback Machine-ben